# Hanking Center
El Hanking Center es un rascacielos situado en Shenzhen, Guangdong, China de 359 metros de altura. La construcción comenzó en 2013 y terminó en 2018.